# Cultura de América del Sur
La Cultura de América del Sur es la cultura representativa de los países pertenecientes a América del Sur.

## Idiomas
El portugués y el español son los idiomas principales del subcontinente. La mayoría de los sudamericanos (51 %) habla portugués. Sin embargo, la mayoría de países en Sudamérica son hispano-hablantes, y casi todos los lusófonos del subcontinente habitan en Brasil. Entre otras lenguas habladas por muchos sudamericanos están: 
- Aimara en Perú, Bolivia, partes del norte de Chile y partes del norte de Argentina
- Quechua en Perú, Ecuador, Bolivia, Argentina, Chile y Colombia
- Mapudungun en Chile y Argentina
- Guaraní en Argentina, Paraguay y Bolivia
- Francés en Guyana Francesa
- Hindi en Guyana y Surinam
- Neerlandés e Indonesio en Surinam
- Italiano en ciertos lugares de Argentina, Brasil, Uruguay y Chile, además de Venezuela
- Alemán en el sur de Chile, Colonia Possuso de Perú, Colonia Továr en Venezuela, este de Bolivia y en ciertas localidades de Argentina, Brasil, y Paraguay

## Religión
El catolicismo y las denominaciones protestantes son las religiones predominantes. La Guayana Francesa tiene además una numerosa comunidad protestante. Guyana y Surinam son excepciones con tres religiones principales: Cristianismo, Hinduismo e Islamismo.
En algunas regiones la religión se ha visto influenciada por las deidades precolombinas, que se han mantenido en algunas creencias y ritos, sobre todo en Argentina, Bolivia, Perú y Uruguay.

## Gastronomía
Debido a la fusión étnica de Sudamérica, la gastronomía sudamericana tiene muchas influencias. Las más características son la amerindia, africana, española e italiana. A su vez, los hábitos y productos alimenticios varían mucho según el medio físico de las distintas regiones, por lo que se pueden diferenciar distintas áreas. El consumo de carnes asadas está muy extendido a lo largo del subcontinente, especialmente de animales alóctonos caprinos, bovinos y porcinos. Son populares las parrilladas al aire libre, también conocidas como asado o churrasco.

### Región andina
La gastronomía de la región andina tiene una gran influencia indígena. El alimento principal continúa siendo el maíz, la papa y muchos otros tubérculos. Las carnes más características de esta zona son la llama (Perú) y el cuy (Norte de Chile, Bolivia, Perú, Argentina y Sur de Colombia). Dentro de los peces de agua dulce, se destaca la trucha.
Esta región comprende áreas de Perú, Colombia, Ecuador, Venezuela, Bolivia, Argentina y Chile, y existen gran cantidad de platos regionales. Entre los platos más populares se destacan las humitas, el locro, la chanfaina, las arepas, los quimbolitos de Ecuador y Colombia y los ajíes de Perú y Bolivia. Una de las bebidas más importantes es la chicha. 
En el área central (el occidente de Bolivia , el norte de Argentina y el norte de Chile) la cocina ha sido formada del aporte de los productos de las culturas indígenas del altiplano andino, los aymarás y atacameños, también de la tradición mariscadora de los changos de la costa; y la influencia de los diaguitas quienes producían fermentaciones de algarrobo y otras semillas. De Chile destacan los valles de la Región de Atacama que produce uno de los aceites de oliva más afamados del país, y los valles de la región de Coquimbo donde se produce uno de los licores más problemáticos por su origen, el pisco, bebida que se produce también en Perú. En Perú, la pachamanca es una comida de origen andino, que se consume en todo el país y cuya cocción se realiza bajo tierra. Actualmente se está introduciendo la carne de avestruz procedente de los criaderos de la Región de Arequipa. Esta ave ha sido importada por primera vez en los años 90 del siglo XX.
En el área sur (Centro y sur de Chile), la cocina también ha tenido un variado aporte en su conformación, principalmente el aporte indígena (la cocina mapuche), de los campesinos de la zona Centro-Sur y del archipiélago chilote (Chiloé), y la influencia extranjera (generalmente alemana). Se caracteriza por sus grandes variedades de papas y platos de mariscos. El caso más interesante es Chiloé. Puesto que la latitud tan austral de Chiloé no permite un buen cultivo de trigo, es la papa la base alimenticia. Destaca el "curanto" hecho en hoyo en la tierra y el Valdiviano.
En el noroeste de Argentina y el sur de Bolivia se mantienen características fisiográficas semejantes a las andinas. Se produce maíz, papa, ajíes y locotos e incluso la existencia del "taco" o algarrobo criollo. Pero también hay importante cabaña de ganadería vacuna y otros animales: por un lado los autóctonos auquénidos (en especial la llama), por el otro los alóctonos aunque aclimatados hace casi medio milenio, tales como los caprinos, ovinos y porcinos. Las especies alóctonas también se destacan en la región de Cuyo: excelentes vides, olivos, nueces, duraznos, peras, cebollas, ajos, damascos, ciruelas.
En las zonas más húmedas de Perú es grande la producción de caña de azúcar, limón, plátanos (bananas) y naranjos; en las zonas más frescas correspondientes al Cuyo prosperan los manzanos. Platos típicos de esta región son las empanadas, el chuño, el charqui, el locro, los alfeñiques, los orejones, la chancaca, la carbonada, la chanfaina, el sancocho y los huevos quimbos; así como el pastel de papa, aunque este último se ha hecho plato común en otras zonas argentinas durante los últimos tiempos.
En el caso de Chile, Perú, Argentina y Bolivia el arroz además de la papa es el alimento más popular, seguidos por la carne vacuna.
Argentina se distingue por el gran consumo de carne incluso superior al de Chile (98% de la población en Chile voluntariamente puede consumir carne, contra el 99% de Argentina).  Es destacable el consumo de pescado en la cocina chilena gracias a su abundancia y precio.

### Región tropical
En la región tropical, correspondiente a las costas y tierras bajas e interiores del norte y sur del continente, presentes principalmente en Venezuela, Colombia, Surinam, Guyana, Guayana Francesa, Brasil, Ecuador, Perú y Paraguay, donde la cocina es elaborada utilizando los productos originales de la zona. Cabe destacar que esta región se subdivide en dos áreas geográficas distintas como es el área costera de los océanos Pacífico y Atlántico; del área amazónica, con su diferente gastronomía. 
Muchas de las consideradas frutas exóticas son frutos comunes en los bosques y campos tropicales, de las que destacan el saúco, la guayaba, el mango, la piña y la papaya, y sobre todo el banano.
El clima y la geografía también favorecen una gran variedad de cultivos: Tubérculos, particularmente la papa, el camote y la yuca, complementado con carne o pescado; cereales, principalmente el arroz, el maíz y el trigo, y legumbre como el fríjol, la arveja o la lenteja.
Dentro de las especies animales, existe una gran variedad de especies de peces tanto de agua dulce como de mar, de las que se destacan el arapaima, el pez más grande de agua dulce, y el bagre. 

#### Área costera
La gastronomía costera de América del Sur, como en otras regiones del planeta, va complementada con la utilización de los productos que el mar brinda, como los mariscos. Un plato común de la costa norte es el ceviche. Se elabora también patacón pisao, las arepas, las chipás, el sancocho, el pabellón criollo de Venezuela, la bandeja paisa de Colombia, la guatita de Ecuador y la sopa paraguaya en Paraguay. 
En Brasil se preparan feijoada, arroz carreteiro, risoles y farofa. Bahía es especialmente conocida por su gastronomía con influencia del África occidental.

#### Área amazónica
En el área Amazónica se destaca la utilización de carnes de animales nativos de la región, especialmente la paca, capibara, pecarí y tortuga. Otros animales selváticos son igualmente consumidos. De la amazonia peruana se destacan platos como el juane y el tacacho. En Brasil el tacacá. 
Existe una gran diversidad de frutas nativas de la Amazonia de las que se destacan la feijoa, borojó, arazá, copoazú, camu camu y el asaí (o huasaí). Con ellas se preparan gran variedad de bebidas. Entre las nueces más consumidas se cuentan la nuez de Brasil y el inchi.

### Región Pampeana
La región se corresponde con las planicies de Argentina y Uruguay, por extensión la cuenca del Río de la Plata, centro y sur de Chile, Patagonia.
En Argentina, esta es la región que ha recibido el mayor influjo italiano, manteniendo sus importantes producciones vacunas, siendo el epicentro de tres platos típicamente argentinos: el asado (también en el resto del cono sur, Uruguay y Chile), el dulce de leche y las milanesas. Las pizzas argentinas difieren bastante de las italianas, siendo en muchos casos más próximas a algunas variedades italianas de calzoni. Típica o exclusivamente argentinas son la pizza canchera, la rellena, la pizza por metro o la pizza a la parrilla. La pizza argentina deriva de la cocina napolitana, mientras que la fugazza argentina deriva de la focaccia genovesa.
Sin embargo, las pastas superan a las pizzas en cuanto al nivel de consumo que tienen. Entre las pastas se cuentan principalmente los tallarines, ravioles, ñoquis, canelones y lasañas. Casi siempre estas pastas son consumidas al modo argentino, llamado con la frase de origen italiano al-uso-nostro. También de origen italiano, en este caso del norte de Italia, es otra comida muy común en toda Argentina la polenta.
De origen hispano son los churros (populares en Argentina, Chile y Uruguay), las ensaimadas y los alfajores, o platos como las tortillas (en especial la de papas), las albóndigas, el mondongo y gran parte de los guisos, así como los pucheros, son derivados de España.
Las empanadas, aunque típicamente conosurenses, tienen también origen español, más exactamente andaluz, y en Andalucía derivaron de las lahmayim y fatay del Cercano Oriente, aunque pueden encontrarse otros orígenes para las empanadas americanas: la empanada gallega y ciertos calzoni rellenos.
La preparación de jamones es directamente heredera tanto de los jabugos españoles, como de los prosciuti de Parma. Los jamones más afamados suelen ser los jamones serranos procedentes de las Sierras de Córdoba y su entorno. Otras preparaciones populares son los choripanes (Argentina y Chile), los panchos o completos (Argentina y Chile), chivitos y sándwiches (Argentina, Uruguay y Chile), mientras que para beber el vino, el fernet y la cerveza son de consumo masivo.
El influjo alemán ha sido mucho menor que los mediterráneos, sin embargo es muy llamativo en la repostería y confitería. Casi todas las llamadas facturas en Argentina y pasteles en Chile tienen un origen teutónico, las que son muy consumidas en la meriendas u onces, o como postres: las medialunas son las facturas más populares de Argentina. Existen dos distinciones principales: las de grasa y las de manteca. Otras facturas de origen teutón son las berlinesas (Argentina) o berlines (Chile) y los arrollados (llamados pionono). Los Kuchenes son la repostería más usada en Chile, su origen viene de la colonización alemana de las regiones sureñas de Los Ríos y Los Lagos. Pese al origen teutón de gran parte de estas facturas, ellas fueron argentinizadas muchísimas veces con un elemento característico: el relleno de dulce de leche (manjar en Chile).
Si bien se observa que gran parte de los platos de la región central y pampeana de Argentina corresponden a preparaciones culinarias de ámbito urbano o rururbano, esto no es nada extraño si se considera que más del 80% de la población argentina es urbana y se encuentra concentrada en las principales ciudades de la región central. Es así que bastante poco queda de la comida "gaucha" -exceptuando los asados, el dulce de leche, el locro, el mate (popular bebida de hierbas en Paraguay, Uruguay, Argentina y sur de Chile), las tortitas fritas y el arroz con leche- en esta región.

### Vinos
Las tres principales regiones vitivinícolas de Sudamérica son Argentina, Chile y Uruguay, debido a que su latitud propicia un clima templado. Los vinos de estas áreas se incluyen en los llamados vinos del Nuevo Mundo.
En el Nuevo Mundo se da preferencia a denominar los vinos según el tipo de uva que se ha utilizado. En el contexto vinícola, Nuevo Mundo significa todo lo que no es Viejo Mundo, es decir, además de América, son incluidos Australia, Nueva Zelanda y África del Sur. La diferencia entre los dos tipos de clasificaciones radica en que el Nuevo Mundo, al estar menos restringido por la tradición vinícola Europea, ha preferido comercializar sus vinos como varietales. Un vino varietal es aquel elaborado con un solo tipo de uva, o es una mezcla donde hay un tipo de uva que predomina sobre los demás.
En Argentina, la producción en cantidad siempre fue notable y llegó a ser cuarto productor mundial. 
La uva Torrontés traída en el siglo xvii de España, habiendo desaparecido de su lugar de origen, se sigue cultivando desde entonces y se produce un vino blanco característico de la provincia de Salta.
Mendoza es la provincia más importante en lo que se refiere a producción de vinos argentinos, produciendo el 60 % de la producción nacional (y exportando por valores que representan aproximadamente el 84 % del total de lo exportado, según datos correspondientes al primer semestre de 2006). Dentro de Mendoza, las principales regiones de producción son Agrelo, Valle de Uco (Tupungato, Tunuyán y San Carlos) y San Rafael. 
Si bien las cepas son muchas, dentro de los tintos se destacan los Malbec (20.000 hectáreas plantadas en Mendoza), Cabernet Sauvignon, Merlot, y Syrah, a la vez que dentro de los blancos se destacan los Chardonnay y Sauvignon Blanc.
El número de bodegas y marcas argentinas han crecido mucho en los últimos años, especialmente impulsados por las facilidades para exportación resultantes de la devaluación que sufrió la moneda argentina a principios de 2002. Con la recuperación de la economía, numerosas inversiones se inyectaron en la industria vitivinícola, resultando en la creación de importantes y modernas bodegas, perdiéndose en cambio la producción tradicional de pequeños viñateros.
En Chile, la producción de vinos es muy antigua así como la exportación de este al resto del mundo. Los mejores viñedos de Chile se concentran en seis valles en zona central del país: Valle de Casablanca, Valle del Maipo, Valle del Maule, Valle de Curicó, Valle del Rapel y Valle de Colchagua. La ventaja comparativa del Vino chileno es la existencia de este gran valle central de Chile cuya latitud es óptima y además está protegido de enfermedades a las parras (vid) o uvas gracias a la alta Cordillera de los Andes al este y del Desierto de Atacama al norte. Las viñas más al norte cercanas al paralelo 30°, son demasiado soleadas para hacer vino de calidad por lo que se destilan para hacer el pisco. 
Durante el siglo XIX inmigrantes franceses y la aristocracia local trajeron las principales cepas francesas para ser plantadas en Chile lo que sirvió para preservarlas de la filoxera que afectará las cepas europeas. Es famosa la anécdota del redescubrimiento de la cepa de Carménère entre cepas de Merlot en Chile, después que se imaginaba perdida.
El vino de Uruguay es cultivado en ubicación geográfica y tierras adecuadas para el cultivo de la vid, lo que hace del Uruguay desde hace un cierto tiempo un país vitivinícola. Situado en la misma latitud que las mejores áreas cultivables de Argentina, Chile, Sudáfrica y Australia (entre 30° y 35° sur), es posible cultivar la vid en todo su territorio.
En 1987, como resultado de una iniciativa empresarial, fue creado el Instituto Nacional de Vitivinicultura (INAVI). INAVI es una institución pública no estatal, dirigida por las mismas organizaciones empresariales y presidida por el Poder Ejecutivo del gobierno nacional. El éxito alcanzado por el sector, estimuló a las autoridades del Instituto, las que propusieron a Uruguay como sede de un nuevo congreso de la OIV, que tuvo lugar en Punta del Este en 1995 y contó con la asistencia de más de 500 participantes de 34 países.

### Convergencias musicales
Las naciones sudamericanas tienen una gran variedad de géneros musicales. 
Algunos de los géneros más famosos son la samba y bossa-nova de Brasil, la cumbia, el pasillo y el vallenato de Colombia con sus distintas variaciones regionales, el joropo de Venezuela y Colombia, la chacarera de las zonas Andinas y del Chaco del Argentina y Bolivia; el tango de Argentina y Uruguay. También entre los conocedores más íntimos destaca el culto al vals peruano (sobre todo en Ecuador y Argentina) y también la zamacueca, género limeño que derivó en variedades de cuecas de Chile, Bolivia y Argentina. El arpa paraguaya tiene su estándar en América por su autenticidad. La saya o caporales de Bolivia y el tondero piurano, género peruano, el más antiguo del mestizaje suramericano y a su vez el más mestizo de todos. No se puede dejar de mencionar la denominada nueva canción latinoamericana, un género musical popular donde destacan la nueva canción chilena y la nueva canción argentina. 
Entre los festivales de música, destacan el Festival Internacional de la Canción de Viña del Mar, Rock in Río y el Festival de la Calle 20 en Guayaquil-Ecuador.
Existen muchas afinidades en la cultura musical de Suramérica, la cual se ve especialmente en la corriente musical conocida como música andina. 
Además iniciando desde el norte, el joropo es compartido por Colombia y Venezuela, el pasillo es un género compartido por Colombia y Ecuador que proviene del vals austriaco. El yaraví es un género arequipeño popular en Perú y Ecuador. El huayno es un género que se interpreta en el altiplano de Perú Bolivia y Argentina. La zamacueca o marinera es un ritmo de la costa del y es interpretado a su manera en Chile.
Brasil es la única región musical menos influenciada por el resto de géneros musicales y la gran diversidad de sus géneros se los clasifica en una sola categoría conocida como música brasileña.

## Deporte en Sudamérica
El deporte se caracteriza por el fútbol, que es el deporte más practicado. Las selecciones de Argentina, Brasil, Uruguay y Chile son unas de las más fuertes de todo el mundo. De los campeonatos de la Copa Mundial de Fútbol de la FIFA, 10 copas han quedado para selecciones sudamericanas (Brasil 5, Argentina 3 y Uruguay 2 ), haciendo del subcontinente una potencia futbolística mundial. Los países que han organizado campeonatos han sido Uruguay (1930), Brasil (1950 y 2014), Chile (1962) y Argentina (1978).
También se practican otros deportes, como el básquetbol, vóley y rugby. 
Otro deporte muy famoso, pero solo en Venezuela es el béisbol, que se ha calificado como el deporte nacional de dicho país. 
- Datos: Q149359
- Multimedia: Culture of South America / Q149359